# Derecho de Bolivia
La legislación de Bolivia se compone por una Constitución Política del Estado, así como por varias leyes y códigos.

## Constitución
Bolivia ha estado regida por diecisiete constituciones en su historia. 

## Legislación
El ente legislativo se denomina Asamblea Legislativa Plurinacional. Sus normas se publican en la Gaceta Oficial de Bolivia.

### Lista de leyes y códigos
- Código Penal español de 1822
- Código Penal de 1834
- Ley de Minería de 13 de octubre de 1880
- Reglamento para la aplicación de la Ley de Minería, de 28 de octubre de 1882
- Ley de 3 de septiembre de 1883
- Código de Procedimiento Penal de 6 agosto de 1898
- Código Penal de 23 agosto de 1972 (Decreto Ley Número 10426)
- Código de Procedimiento Penal de 1972
- Código de Comercio de 25 de febrero de 1977 (Decreto Ley Número 14379)[4]
- Decreto Supremo 21060 de 29 de agosto de 1985
- Ley de 13 de abril de 1992 sobre Derechos de Autor
- Ley Número 1768 de 10 de Marzo de 1997[5]
- Ley Número 2494 de 4 de agosto de 2003
- Ley Contra el Racismo y toda forma de Discriminación de 2010
- Ley de los Derechos de la Madre Tierra (Número 71 de 2010)
- Ley Marco de la Madre Tierra y de Desarrollo Integral para Vivir Bien (Número 300 de 2012)

## Jueces y Tribunales
Los tribunales en Bolivia comprenden el Tribunal Constitucional Plurinacional, el Tribunal Supremo de Justicia y el Tribunal Supremo Electoral

## Ley Penal
El Código Penal español de 1822 entró en vigencia en Bolivia el 2 de abril de 1831. Este fue reemplazado por el Código Penal de 1834, al que, mediante Ley de 3 de septiembre de 1883 se le añadió una provisión relativa al perjurio. Actualmente, en Bolivia está vigente el Código Penal de 23 de agosto de 1972.
Por otra parte, se estableció el Código de Procedimiento Penal de 6 agosto 1898, que fue reemplazado por el Código de Procedimiento Penal de 1972.

## Copyright o Derecho de Autor
Con respecto a las normas del derecho de autor, o copyright, se encuentra vigente la ley de 13 abril 1992.

## Minería
En 1892, las normas mineras en Bolivia comprendían a la Ley de Minería, promulgada el 13 de octubre de 1880, y al Reglamento de la Ley de Minería de 28 de octubre de 1882. La International Bureau of the American Republics (Agencia Internacional de Repúblicas Americanas), declaró entonces que las "provisiones del Ley de Minería son sencillas y sensatas, contenidas en no más de veintisiete artículos, dejando poco espacio para la casuística ni para tecnicismos bochornosos."